# آشور-دان دوم
آشور-دان دوم (Aššur-dān II)، آخرین فرمانروای دوره آشور میانه از ۹۳۴ تا ۹۱۲ پیش از میلاد می‌باشد.

## زندگینامه
وی انجام یک پیشرفت اقتصادی و تشکیلاتی چشمگیر را به نفع دولت آشور سرپرستی و اجرا کرد و زمینه تبدیل شدن آشور به یک امپراتوری بزرگ را مهیا ساخت. وی لشکرکشی‌های تنبیهی موفقی در خارج از مرزهای آشور در تمام جهات جغرافیایی انجام داد و آرامی ها و سایر مردمان قبیله‌ای اطراف سرزمین آشور را پاکسازی و تنبیه نمود. وی بر روی بازسازی آشور در محدوده مرزهای طبیعی‌اش تمرکز و تأکید کرد؛ از تور عبدین (منطقه ای کوهپایه‌ای در جنوب شرق ترکیه و در مرز ترکیه با سوریه) تا کوهپایه‌های آن سوی اربل (شهر و منطقه‌ای در شمال اسرائیل امروزی)، در تمام ایالت‌ها، دفاتر و تشکیلات دولتی ایجاد کرد و در مزارع و کشتزارهای سراسر قلمرو خود گاو آهن کار گذاشت؛ اقدامی که باعث تولید بی‌سابقه و رکورد‌شکن غلات و حبوبات و در نتیجه ترقی و شکوفایی اقتصادی کشور شد. او در ۹۱۲ پیش از میلاد درگذشت و پسرش ادد-نیراری دوم به جای وی بر تخت نشست.